# Équipe cycliste Christina Watches-Kuma
L'équipe cycliste Christina Watches-Kuma est une équipe de cyclisme sur route danoise. Elle débute avec le statut d'équipe continentale l'année de sa création en 2009 puis retourne en élite en 2010. Depuis 2011 et le rachat de sa licence, la formation redevient une équipe continentale. Elle participe ainsi principalement aux épreuves des circuits continentaux. En revanche elle ne peut participer au courses du World Tour puisqu'elle qu'elle ne fait pas partie des équipes continentales professionnelles.
Le coureur français Pierre Moncorgé décrit l'équipe comme « détestée de tous » car « ils ne respectent absolument personne, n'hésitant pas à mettre quelqu'un au sol s'il le faut. Ils ne se respectent pas non plus, cette équipe étant une addition d'individualités incapable de courir en équipe ».

## Championnats nationaux
- Championnats d'Australie sur route : 1
  - Course en ligne espoirs : 2013 (Jordan Kerby)
- Championnats du Danemark sur piste : 1
  - Scratch : 2011 (Marc Hester)

## Classements UCI
L'équipe participe aux circuits continentaux et principalement à des épreuves de l'UCI Europe Tour. Les tableaux ci-dessous présentent les classements de l'équipe sur les différents circuits, ainsi que son meilleur coureur au classement individuel.
UCI Africa Tour
| Saison | Classement par équipes | Meilleur coureur au classement individuel |
| ------ | ---------------------- | ----------------------------------------- |
| 2013   | 4e                     | Constantino Zaballa (13e)                 |

UCI America Tour
| Saison | Classement par équipes | Meilleur coureur au classement individuel |
| ------ | ---------------------- | ----------------------------------------- |
| 2012   | 24e                    | Stefan Schumacher (58e)                   |
| 2014   | 36e                    | Stefan Schumacher (285e)                  |

UCI Asia Tour
| Saison | Classement par équipes | Meilleur coureur au classement individuel |
| ------ | ---------------------- | ----------------------------------------- |
| 2012   | 3e                     | Stefan Schumacher (2e)                    |
| 2013   | 19e                    | Constantino Zaballa (30e)                 |
| 2014   | 79e                    | Stefan Schumacher (417e)                  |

UCI Europe Tour
| Saison | Classement par équipes | Meilleur coureur au classement individuel |
| ------ | ---------------------- | ----------------------------------------- |
| 2011   | 37e                    | Angelo Furlan (76e)                       |
| 2012   | 44e                    | Stefan Schumacher (33e)                   |
| 2013   | 44e                    | Stefan Schumacher (88e)                   |
| 2014   | 85e                    | Enrico Rossi (365e)                       |

## Christina Watches-Kuma en 2014[8]

### Effectif
| Cycliste               | Date de naissance | Nationalité | Équipe 2013                  |
| ---------------------- | ----------------- | ----------- | ---------------------------- |
| Fortunato Baliani      | 6 juillet 1974    | Italie      | Nippo-De Rosa                |
| Jonathan Bellis        | 16 août 1988      | Royaume-Uni | ILLI-Bikes                   |
| Sebastian Forke        | 13 mars 1987      | Allemagne   | NSP-Ghost                    |
| Marc Christian Garby   | 2 juin 1991       | Danemark    |                              |
| Mattia Gavazzi         | 14 juin 1983      | Italie      | Androni Giocattoli-Venezuela |
| Alexander Kamp         | 14 décembre 1993  | Danemark    | Cult Energy                  |
| Asbjørn Kragh Andersen | 9 avril 1992      | Danemark    | Trefor                       |
| Jonas Poulsen          | 3 avril 1995      | Danemark    | Roskilde Junior              |
| Enrico Rossi           | 7 novembre 1990   | Italie      | Meridiana Kamen              |
| Stefan Schumacher      | 21 juillet 1981   | Allemagne   | Christina Watches-Onfone     |
| Jimmi Sørensen         | 7 novembre 1990   | Danemark    | Christina Watches-Onfone     |
| Jake Tanner            | 6 novembre 1991   | Royaume-Uni | Doltcini-Flanders            |
| Stefano Usai           | 26 octobre 1982   | Italie      |                              |
| Emil Wang              | 27 août 1995      | Danemark    |                              |
| Constantino Zaballa    | 15 mai 1978       | Espagne     | Christina Watches-Onfone     |

### Victoires
| Date       | Course                                   | Pays    | Classe | Vainqueur              |
| ---------- | ---------------------------------------- | ------- | ------ | ---------------------- |
| 10/05/2014 | 2e étape du Szlakiem Grodów Piastowskich | Pologne | 2.1    | Asbjørn Kragh Andersen |
| 11/05/2014 | 3e étape du Szlakiem Grodów Piastowskich | Pologne | 2.1    | Stefan Schumacher      |
| 13/06/2014 | 3e étape du Tour de Beauce               | Canada  | 2.2    | Stefan Schumacher      |